# 石湖乡 (东海县)
石湖乡，是中华人民共和国江苏省连云港市东海县下辖的一个乡镇级行政单位。

## 行政区划
石湖乡下辖以下地区：
大娄村、廖塘村、池庄村、乔团村、尤庄村、团池村、贺庄村、水库村、黄塘村、石湖村和尤塘村。